# Verwaltungsgemeinschaft Weiler-Simmerberg
Die Verwaltungsgemeinschaft Weiler-Simmerberg im schwäbischen Landkreis Lindau (Bodensee) wurde im Zuge der Gemeindegebietsreform am 1. Mai 1978 gegründet und zum 1. Januar 1980 bereits wieder aufgelöst. Sitz der Verwaltung war in Weiler-Simmerberg.
Der Verwaltungsgemeinschaft hatten die Marktgemeinde Weiler-Simmerberg sowie die Gemeinden Oberreute und Stiefenhofen angehört. Während Weiler-Simmerberg zur Einheitsgemeinde mit eigener Verwaltung wurde, schlossen sich Oberreute und Stiefenhofen am 1. Januar 1980 zur Verwaltungsgemeinschaft Stiefenhofen zusammen.